# ویلرت
ویلرت (به لاتین: Villeret) یک بخش در سوئیس است که در کانتون برن واقع شده‌است. ویلرت ۸۹۰ نفر جمعیت دارد.

## خواهرخوانده
شهر Louzac-Saint-André خواهرخواندهٔ ویلرت هست.